# Мехьян

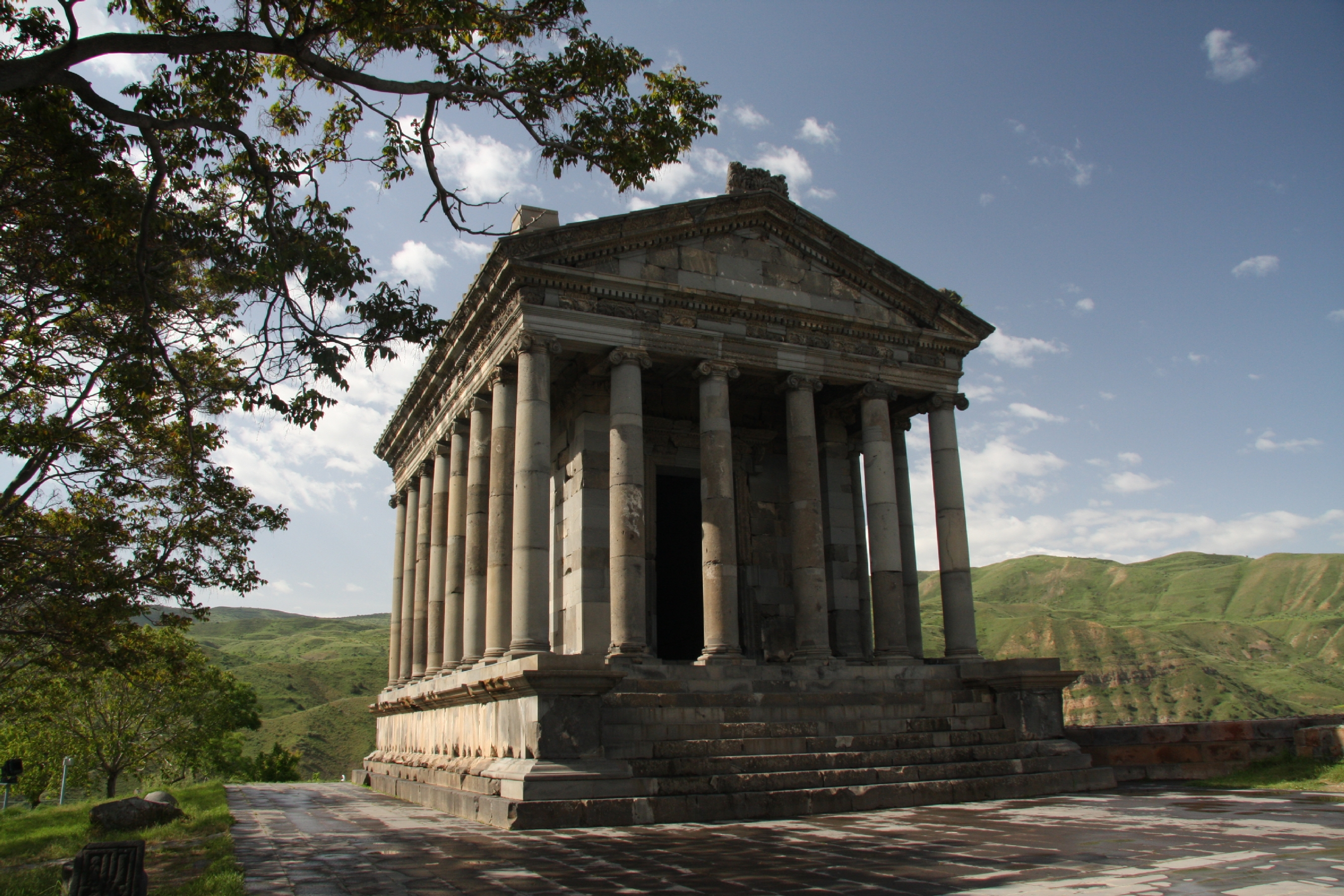
Сохранившийся мехьян в селе Гарни, посвящённый богу Михру

Мехьян (арм. Մեհեան) — в древнеармянской языческой религии название, которым обозначали языческий храм. Согласно «Всеобщей истории» армянского историка XI века Степаносу Таронеци, изначально мехьянами назывались лишь храмы, посвящённые богу солнца, небесного света и справедливости Михру, однако впоследствии данный термин стал распространяться на все языческие храмы. В мехьяне стояла статуя бога, которому посвящено сооружение, а также жертвенный стол, называвшийся багин (арм. Բագին). На багине совершались заклания и приносились жертвенные дары.